# Pesem za dinar
»Pesem za dinar« je skladba in dvanajsti single glasbene skupine Pepel in kri iz leta 1979. Avtor glasbe je Tadej Hrušovar, besedilo pa je napisal Dušan Velkaverh.

## Dnevi slovenske zabavne glasbe '79
S skladbo so sodelovali na Dnevih slovenske zabavne glasbe '79 v Ljubljani. Skladba je prejela 3. nagrado občinstva, 1. nagrado mednarodne žirije, zlato plaketo revije Stop in nagrado za najboljše besedilo.

## Snemanje
Producent je bil Dečo Žgur. Skladba je izšla kot single in na albumu Dnevi slovenske zabavne glasbe Ljubljana '79 pri založbi RTV Ljubljana na veliki vinilni plošči.

## Zasedba

### Produkcija
- Tadej Hrušovar – glasba
- Dušan Velkaverh – besedilo
- Dečo Žgur – aranžma, producent

### Studijska izvedba
- Pepel in kri – vokali

## Mala plošča
7" vinilka
- »Pesem za dinar« (A-stran) – 3:25
- »Superman« (B-stran) – 3:30